# Idgia amplipennis
Idgia amplipennis is een keversoort uit de familie Prionoceridae. De wetenschappelijke naam van de soort is voor het eerst geldig gepubliceerd in 1923 door Pic.